# Eta Eridani
Désignations
Eta Eridani, abrégé η Eri, est une étoile géante de la constellation de l'Éridan. Elle porte également le nom d'Azha. Sa magnitude apparente est de 3,87. D'après la mesure de sa parallaxe annuelle par le satellite Hipparcos, elle est située à 137 années-lumière de la Terre. Elle se rapproche du Système solaire à une vitesse radiale de −20,3 km/s.

## Noms
Azha (« le lieu d'élevage ») est le nom traditionnel de l'étoile. Il est une déformation du mot perse آشيانه āšiyāne, « le nid (d'autruche) ». Le nom d'Azha a été officialisé par l'Union astronomique internationale le 12 septembre 2016.
En chinois : 天苑 ; pinyin : tiān yuàn), signifiant « prairies célestes », fait référence à un astérisme constitué de η Eridani, γ Eridani, π Eridani, δ Eridani, ε Eridani, ζ Eridani, π Ceti, τ1 Eridani, τ2 Eridani, τ3 Eridani, τ4 Eridani, τ5 Eridani, τ6 Eridani, τ7 Eridani, τ8 Eridani et τ9 Eridani. Par conséquent, η Eridani elle-même est appelée 天苑六 (Tiān Yuàn liù, « la sixième étoile des prairies célestes »).

## Propriétés
Eta Eridani est une étoile géante orangée de type spectral K1+IIIb. C'est une géante du red clump, ce qui signifie qu'elle génère son énergie par la fusion de l'hélium dans son noyau. Il s'agit également d'une étoile à baryum légère. Bien que la plupart des étoiles à baryum se trouvent dans des systèmes binaires, Eta Eridani ne possède pas de compagnon connu.
L'étoile est estimée être âgée d'environ 2,7 milliards d'années et elle est 1,43 fois plus massive que le Soleil. Son rayon est environ 10,5 fois plus grand que le rayon solaire, elle est 57,5 fois plus lumineuse que le Soleil et sa température de surface est de 4 742 K. Eta Eridani est une variable suspectée, sa magnitude apparente ayant été observée varier entre 3,81 et 3,90.